# Krągłe, Zachodniopomorskie
Krągłe [ˈkrɔnɡwɛ] (trước đây là Bernsdorf của Đức, Neustettin ở Landkreis Neustettin) là một ngôi làng thuộc quận hành chính của Gmina Szczecinek, thuộc huyện Szczecinecki, Zachodniopomorskie, phía tây Ba Lan.
Trước năm 1945, khu vực này là một phần của Đức. Đối với lịch sử của khu vực, xem Lịch sử của Pomerania.